# جورج مارستون
كان جورج إدوارد مارستون (بالإنجليزية: George Edward Marston)‏ (19 مارس 1882 - 22 نوفمبر 1940) فنانًا إنجليزيًا رافق السير إرنست شاكلتون مرتين في رحلات استكشافية إلى أنتاركتيكا، أولاً من 1907-1909 في بعثة نمرود، ثم لاحقًا من 1914 إلى 1717 في البعثة الإمبراطورية العابرة للقارة القطبية الجنوبية.